# Rödbrun markblåkråka
Rödbrun markblåkråka (Atelornis crossleyi) är en fågel i den lilla familjen markblåkråkor som enbart förekommer på Madagaskar.

## Utseende och läten
Rödbrun markblåkråka är en rundhuvad, trastliknade fågel som tillbringar sin tid mest på marken. Den är orangeröd på huvud och bröst, på ovansidan grönbrun med en ljusblå fläck på vingknogen. En svartaktig, böjd fläck på övre delen av bröstet är märkt med korta och vertikala vita streck. Den är mörkgrå på både näbb och ben. Fågeln sjunger från en sittplats en till tre meter ovan mark , ett rätt ljust och något tvåstavigt "do-op".

## Utbredning och systematik
Fågeln förekommer i regnskog på centrala och nordöstra Madagaskar. Den behandlas som monotypisk, det vill säga att den inte delas in i några underarter.

## Status
Arten har ett rätt litet utbredningsområde och tros minska i antal. IUCN kategoriserar arten som nära hotad.

## Namn
Fågelns vetenskapliga släktesnamn hedrar Alfred Crossley (1829-1888), brittisk taxidermist och samlare av specimen på bland annat Madagaskar 1870-1873.